# Football Club Honka Espoo

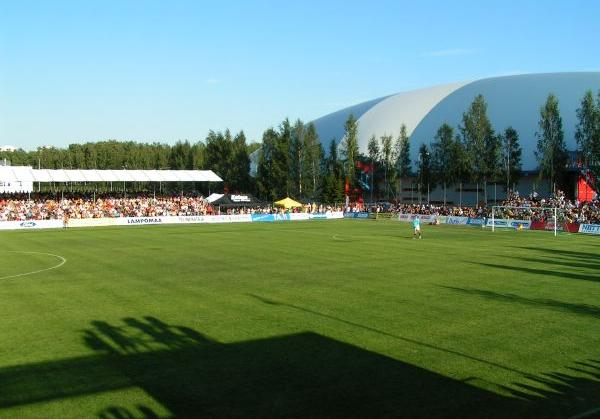
Tapiolan Urheilupuisto

El Football Club Honka Espoo, popularmente llamado Honka, es un club de fútbol finlandés, con sede en Tapiola, Espoo. En la temporada 2005 ascendió a la primera división finlandesa (Veikkausliiga) por primera vez en su historia. Juega sus partidos de casa en el Tapiolan Urheilupuisto y su entrenador actual es Mika Lehkosuo. Originalmente fundado en 1953 como Tapion Honka cambió su nombre a FC Honka en 1975. FC Honka es conocido en Finlandia por su gran trabajo de cantera con más de 1000 jóvenes jugando en las distintas categorías. 
Hasta el año 2005 al FC Honka se le consideraba como un eterno aspirante, siempre por debajo de su potencial en la Segunda División Finlandesa (Ykkönen). A finales de los años 1990 el objetivo era el ascenso pero año tras año sin éxito. A comienzos del siglo XXI FC Honka casi quiebra, pero finalmente se salvó. 
En 2005 el club fue adquirido por Jouko Pakarinen y Jouko Harjunpää, que decían tener un plan para convertir FC Honka en aspirante a la Liga de Campeones de la UEFA. En el primer año de su toma de posesión la gestión tuvo éxito y tras diseñar un equipo competitivo FC Honka ganó la Segunda División (Ykkönen) con facilidad; alcanzando además las semifinales de la Copa Finlandesa donde finalmente cayó 1-0 ante el FC Haka.

## Jugadores

### Jugadores destacados
| - Sergei Ramírez - Ville Jalasto - Tomi Maanoja - Hannu Patronen - Joel Perovuo | - Janne Saarinen - Rasmus Schüller - Tuomo Turunen - Hermanni Vuorinen - Demba Savage |

### Altas y bajas 2023-24 (invierno)
Altas 
| Jugador | Nacionalidad | Posición | Procedencia  | Tipo | Precio |
| ------- | ------------ | -------- | ------------ | ---- | ------ |
|         | Bandera de ? |          | Bandera de ? |      |        |

Bajas 
| Jugador     | Nacionalidad         | Posición | Destino      | Tipo            | Precio |
| ----------- | -------------------- | -------- | ------------ | --------------- | ------ |
| Henri Aalto | Bandera de Finlandia | Defensa  | --           | Retiro          | --     |
| Matias Rale | Bandera de Finlandia | Defensa  | Bandera de ? | Fin de contrato | --     |
| Ville Koski | Bandera de Finlandia | Defensa  | Bandera de ? | Fin de contrato | --     |

## Palmarés
- Copa de Finlandia (1): 2012
- Finnish League Cup (3): 2010, 2011, 2022
- Ykkönen (1): 2005
- Kakkonen (1): 2016
- Copa La Manga (1): 2009.

## Participación en competiciones europeas
FC Honka obtuvo su mayor logro en 2008 al alcanzar por primera vez en su historia la Primera Ronda de la Copa de la UEFA tras eliminar en las clasificatorias al ÍA Akranes islandés y al Viking Stavanger noruego. 
Finalmente cayó en esta Primera Ronda ante el Racing de Santander español. El primer partido, en el Sardinero de Santander se saldó con 1-0 a favor de los locales el 18 de septiembre, y en el segundo el 2 de octubre en el Finnair Stadium de Helsinki volvieron a ganar los racinguistas por 0-1.
| Temporada | Torneo                   | Ronda            | Club             | Casa | Visita | Global  |
| --------- | ------------------------ | ---------------- | ---------------- | ---- | ------ | ------- |
| 2007      | UEFA Intertoto Cup       | 1                | TVMK             | 0–0  | 4–2    | 4–2     |
| 2007      | UEFA Intertoto Cup       | 2                | AaB              | 2–2  | 1–1    | 3–3 (a) |
| 2008–09   | UEFA Cup                 | Clasificatoria 1 | IA Akranes       | 3–0  | 1–2    | 4–2     |
| 2008–09   | UEFA Cup                 | Clasificatoria 2 | Viking Stavanger | 0–0  | 2–1    | 2–1     |
| 2008–09   | UEFA Cup                 | 1                | Racing Santander | 0–1  | 0–1    | 0–2     |
| 2009–10   | UEFA Europa League       | Clasificatoria 2 | Bangor City      | 2–0  | 1–0    | 3–0     |
| 2009–10   | UEFA Europa League       | Clasificatoria 3 | FK Qarabağ       | 0–1  | 1–2    | 1–3     |
| 2010–11   | UEFA Europa League       | Clasificatoria 2 | Bangor City      | 1–1  | 1–2    | 2–3     |
| 2011–12   | UEFA Europa League       | Clasificatoria 1 | JK Nõmme Kalju   | 0–0  | 2–0    | 2–0     |
| 2011–12   | UEFA Europa League       | CLasificatoria 2 | BK Häcken        | 0–2  | 0–1    | 0–3     |
| 2013–14   | UEFA Europa League       | Clasificatoria 2 | Lech Poznań      | 1–3  | 1–2    | 2–5     |
| 2014–15   | UEFA Europa League       | Clasificatoria 1 | Sillamäe Kalev   | 3–2  | 1–2    | 4–4 (a) |
| 2020–21   | UEFA Europa League       | Clasificatoria 1 | Aarhus           | –    | 2–5    | 2–5     |
| 2021–22   | Conference Europa League | Clasificatoria 1 | NSÍ              | 0–0  | 3–1    | 3–1     |
| 2021–22   | Conference Europa League | Clasificatoria 2 | Domžale          | 0–1  | 1–1    | 1–2     |
| 2020–21   | Conference Europa League | Clasificatoria 1 | Tobol            | 0–0  | 1-2    | 1-2     |

### Récord europeo
| Torneo                        | J  | G | E | P  | GF | GC |
| ----------------------------- | -- | - | - | -- | -- | -- |
| UEFA Europa League / UEFA Cup | 17 | 5 | 3 | 9  | 14 | 21 |
| UEFA Europa Conference League | 6  | 1 | 3 | 2  | 5  | 5  |
| UEFA Intertoto Cup            | 4  | 1 | 3 | 0  | 7  | 5  |
| Total                         | 27 | 7 | 9 | 11 | 26 | 31 |